# Pygolabis paraburdoo
Pygolabis paraburdoo is een pissebed uit de familie Tainisopidae. De wetenschappelijke naam van de soort is voor het eerst geldig gepubliceerd in 2006 door Keanle & Wilson.